# Estádio York Lions
O Estádio York Lions (em inglês: York Lions Stadium) é um estádio de atletismo do campus da Universidade Iorque em Toronto no Canadá. É casa do time de atletismo York Lions e da equipe de futebol York United Football Club por enquanto. Foi inicialmente construído para sediar os Jogos Pan-Americanos e Parapan-Americanos de 2015. Também foi palco da cerimônia de abertura dos Jogos Parapan-Americanos. 

## História
Foi construído inicialmente para ser um estádio multi-esportivo abrigando tanto o atletismo quanto o futebol, porém nos planos finais acabaram por separar as modalidades, deixando de início o atletismo para o Estádio York Lions e o futebol para o Tim Hortons Field.